# Akmena (přítok Širvinty)
Akmena je potok 4. řádu v severovýchodní části Litvy, ve Vilniuském kraji, v okrese Vilnius. Pramení 2 km na jihozápad od vsi Akmena. Teče zpočátku směrem severozápadním, po 2 km se u vsi Stanisloviškės stáčí směrem severovýchodním, po soutoku se svým pravým přítokem se u vsi Kaniūkai stáčí směrem západoseverozápadním, křižuje silnici č. 172 Paberžė–Giedraičiai, mezi vesnicemi Maseliškės a Akmena protéká rybníkem Akmenos tvenkinys, protéká vesničkou Santaka a vzápětí se vlévá zleva do řeky Širvinta 120,3 km od jejího ústí do řeky Šventoji.

## Přítoky
Akmena má pravý přítok (hydrologické pořadí: 12211212, vlévá se 7,9 km od ústí Akmeny do Širvinty u vsi Kaniūkai), další tři levé a tři pravé nevýznamné přítoky.